# Den tibetanske dødebog
Den tibetanske dødebog (tibetansk: Bardo Tödröl) er en religiøs tekst fra Tibet. Titlen betyder «frigørelse gennem hørelse i mellemtilstanden», og teksten er en praktisk vejledning ved dødsfald, som skal læses for eller til den døde for at «sikre at den afdøde får vejledning og hjælp til at erkende sin situation og de muligheder som byder sig, på de forskellige stadier i tilstanden mellem død og ny fødsel, til at undslippe hele den lidelsesfyldte genfødsels rundgang.» Teksten er ikke tænkt at skulle læses i sin helhed, men indeholder afsnit tilpasset den enkeltes åndelige udviklingstrin. Ordet i titlen bardo betyder «mellemtilstanden», en periode på 49 dage mellem døden og ny genfødsel.
Idéindholdet i teksten er af indisk buddhistisk oprindelse, men teksten er et autentisk eksempel på en selvstændig tibetansk religiøs litteratur.
Teksten blev 'genopdaget' som termatekst i 1300-tallet af Karma Lingpa (1356-1405), og tilskrives Padmasambhava. Den skal i så fald stamme fra 700-tallet. Kværne mener imidlertid, at teksten mere sandsynligt er fra 1300-tallet.
Den første oversættelse til et europæisk sprog var af den amerikanske teosof Walter Evans-Wentz (1878-1965), og bidrog til forvanske forståelsen af teksten. Evans-Wentz fremstilede indholdet som «et udryk for tidløs visdom, en visdom som kunne genfindes i egyptisk religion, platonismen, gnostisismen og hinduistisk filosofi».. Titlen «dødebog» er en misvisende sammenligning med Den egyptiske dødebog. En anden del af tekstens receptionshistorie i vesten er bogen The Psychedelic Experience: A Manual Based on the Tibetan Book of the Dead fra 1964, skrevet af Timothy Leary med flere. Denne bog inspirerede John Lennon til at skrive sangen Tomorrow Never Knows, som blev indspillet på Beatles' LP Revolver i 1966.